# Braux-Saint-Remy
 Braux-Saint-Remy  es una comuna y población de Francia en la región de Champaña-Ardenas, departamento de Marne, en el distrito y cantón de Sainte-Menehould.
Su población en el censo de 1999 era de 74 habitantes.
Está integrada en la Communauté de communes de la Région de Sainte-Menehould.

## Demografía
| 79 | 74 | 57 | 77 | 86 | 74 |
| Para los censos de 1962 a 1999 la población legal corresponde a la población sin duplicidades (Fuente: INSEE [Consultar]) |    |    |    |    |    |